# Fuensanta Nieto
Fuensanta Nieto de la Cierva (Madrid, 18 de abril de 1957) es una arquitecta española de la generación que a partir de los años noventa adquiere prestigio nacional e internacional, a través de concursos públicos de arquitectura, con diversos premios y condecoraciones, entre ellas la medalla Alvar Aalto (2015), concedido por el museo finlandés de arquitectura y la Asociación Finlandesa de Arquitectos (SAFA).

## Trayectoria profesional
Fuensanta Nieto es arquitecta titulada por la Escuela Técnica Superior de Arquitectura de Madrid (ETSAM) y Master of Science in Building Design por la Graduate School of Architecture and Planning (GSAPP), Universidad de Columbia de Nueva York (USA). En la actualidad es profesora de proyectos en la Escuela de Arquitectura de la Universidad Europea de Madrid. Fuensanta Nieto imparte conferencias sobre arquitectura y participa en jurados y simposios en diversas instituciones de todo el mundo. Desde 1986 a 1991 fue codirectora de la revista ARQUITECTURA, editada por del Colegio Oficial de Arquitectos de Madrid.

## Obras
La gran mayoría de su obra como profesional es como ganadora de concursos públicos y, de hecho, su primer proyecto importante fue la ampliación del rectorado de la Universidad de Vigo, al ganar el concurso de adjudicación de obras en 1995.
Más tarde realizó proyectos como las viviendas SE-30 en Sevilla (1996-2002), que recibió el premio Europan VII Bienal A E 2003; o el Palacio de Congresos de Mérida (1999-2004), en el que destaca el interés por el tratamiento de la piel del edificio, para lo cual no duda en colaborar con escultores como Esther Pizarro  en este caso, quien realizó unos relieves.
Diseñó el Palacio de Congresos de Zaragoza, que está ubicado en el meandro de Ranillas y fue construido con motivo de la celebración de la Muestra Internacional Expo 2008.
En Las Palmas construyó el Museo del Mar, en el  Castillo de la Luz. Esta obra recibió una mención especial por parte del jurado del Premio de Arquitectura Española 2015, otorgado por el Consejo Superior de los Colegios de Arquitectos de España.
En el Centro de Creación Contemporánea de Andalucía, levantado en Córdoba (2005-2013), otra de sus obras, el tratamiento de la envolvente es realizado en colaboración con el colectivo de artistas Realities:United. En la ampliación del Museo de San Telmo (San Sebastián, España, 2005-2011), el edificio presenta "una piel metálica envuelta en liquen y musgo", que es obra de los artistas Leopoldo Ferrán y Agustina Otero, que colaboraron en el proyecto.
Otra particularidad presentan sus obras, en todas ellas hay una relación, que podía calificarse de sin prejuicios, con la historia, en la que se basan  para sus diferentes intervenciones en edificios y entornos históricos. Son ejemplos:
- El museo y sede institucional Madinat al Zahra (Córdoba, España, 1999-2009), por el que ganó el premio Aga Khan en 2010, el premio Piranesi Prix de Rome en 2011 y el premio al Museo Europeo del Año en 2012. El edificio se presenta semienterrado como la excavación arqueológica de la ciudad califal del siglo X, de la que expone su obra.[4]
- La ampliación del Museo Nacional de Escultura Colegio de San Gregorio en Valladolid (2000-2007), por la que ganó el Premio Nacional de Conservación y Restauración de Bienes Arquitectónicos 2007. En esta obra, la ampliación es considerada como otra fase más en la historia de un edificio iniciado a finales del siglo XV que se ha ido construyendo a lo largo de los siglos.[4]
- La ampliación del Museo de Arte Moritzburg (Halle, Alemania, 2004-2011),[1] por la que ganó el Premio Nike de la BDA (Bund Deutscher Architekten)  en 2010) y el Premio Hannes Meyer en 2012. En esta ocasión transforma las ruinas de un castillo del siglo XV en un moderno contenedor para una colección de arte del siglo XX.[4]

## Reconocimientos
A lo largo de su trayectoria profesional, el estudio Nieto Sobejano ha recibido numerosos premios y distinciones en concursos de arquitectura, entre los que podemos destacar:
- Primer premio al Centro Nacional de Artes Visuales. Madrid. 2009;
- Primer premio a la Ordenación urbana, Oficinas y Hotel. Múnich, Alemania. 2009 ;
- Primer premio al Mercado, Polideportivo, Biblioteca y Espacios Públicos. Barceló. Madrid. 2007;
- Primer premio al Museo Interactivo de la Historia de Lugo. 2007;
- Premio Nacional de Restauración y Conservación de Bienes Culturales 2007 por la  intervención y  ampliación del Museo Nacional de Escultura en el Colegio de San Gregorio de Valladolid.[8]
- Primer premio a la Rehabilitación y Ampliación del Museo Joanneum. Graz. Austria. 2006;
- Primer premio al Espacio de Creación Artística de Córdoba. 2005;
- Primer premio a la Ampliación Sede Kastner & Öhler. Graz. Austria. 2005;
- Primer premio al Centro del Vino de Rioja. 2005;
- Primer premio al Palacio de Congresos y Exposiciones Expo Zaragoza 2008. 2005;
- Primer premio a la Ampliación del Museo de San Telmo. San Sebastián 2005;
- Primer premio a la Ampliación del Museo de Arte de Moritzburg. Halle. Alemania. 2004;
- Primer premio al Centro Cultural Medioambiental. Cáceres. 2003;
- Primer premio al Club Deportivo Montecarmelo. Madrid. 2003;
- Primer premio al Museo Canario. Las Palmas. 2003.[9]

Especial mención merece el haber recibido, junto a su socio Enrique Sobejano, la medalla Alvar Aalto 2015, premio internacional de arquitectura concedido por el museo de arquitectura de Finlandia y la Asociación Finlandesa de Arquitectos (SAFA), en reconocimiento al conjunto de una carrera, siendo los primeros arequitectos españoles en recibir esta distinción.